# Pleochaetis mundus
Pleochaetis mundus är en loppart som först beskrevs av Jordan et Rothschild 1922.  Pleochaetis mundus ingår i släktet Pleochaetis och familjen fågelloppor. Inga underarter finns listade i Catalogue of Life.